# Urlingford
Urlingford  (Iers: Áth na nUrlainn) is een Ierse stad in County Kilkenny. Gelegen op 125 km van Dublin en 129 km van Cork was Urlingford lange tijd een rustplaats voor de reizigers die op weg waren tussen de twee grootste Ierse steden.